# Ivan Čajda
Ivan Čajda (9. dubna 1921, Martin, Československo – 20. dubna 2000, Martin, Slovensko) byl slovenský spisovatel knih pro děti a mládež.

## Životopis
Studoval na gymnáziu v Martině, kde roku 1939 maturoval. V letech 1939–1946 studoval na Přírodovědecké fakultě UK v Bratislavě. Od roku 1958 byl hygienikem Krajské hygienické stanice v Martině a v Banské Bystrici. Jako autor literatury pro děti a mládež vedle časopiseckých článcích vydal leporelo Letíme vesmírem. Poté se zaměřil na literaturu faktu z oblasti popularizace přírodních věd a ochrany přírody.

## Dílo
- Chemik detektívom, Bratislava 1961
- Deväťdesiatdeväť všetečných otázok, Bratislava 1967
- Pätnásť ráz detektívom, Bratislava, 1971
- Sám proti sebe, Bratislava 1982